# Bøur
' er en færøsk bygd 4 km vest for Sørvágur på den nordlige side af Sørvágsfjørður på det vestlige Vágar. Bygden har bevaret mange af de traditionelle, græsdækkede færøske huse og ligger med udsigt til Drangarnir, Tindhólmur, Gáshólmur og Mykines. Bøur var sammen med Gásadalur  en selvstændig kommune indtil januar 2005, da den blev en del af Sørvágs kommuna. 
Fra Bøur er der både vardesti over fjeldet og tunnel igennem fjeldet til den før tunnelen blev bygget isolerede bygd Gásadalur. Bøur er forbundet en 4 kilometer lang asfalteret vej bygden Sørvágur. I Mod øst går denne vej siden begyndelsen af 2003 gennem en tunnel til den tidligere isolerede bygd Gásadalur. Før i tiden måtte man vandre over fjeldet af en besværlig sti. 
Bøur er en af de 14 færøske såkaldte "Hvalvágir"  (hvalbugter), hvor Grindadráp er tilladt. Neden for husene er en lille sandstrand, og siden 1972 er den autoriseret som fangststed for grindehvaler. 

## Historie
Bøur blev første gang nævnt i det såkaldte "Hundebrev" fra ca. 1350, (se Fårebrevet), men er sandsynligvis ældre. Bygdens gamle græsdækkede træhuse ligger trængt tæt sammen ved de smalle gyder. Bøur blev også nævnt i et dokument fra 1710, at den havde en kirke.
Efter at monopolhandelen blev nedlagt i 1856, fik Bøur  en virksomhed, der opkøbte fisk, som blev bearbejdet lokalt.
Bygdens første skole blev indviet i 1916, men er nu nedlagt.
Først i1953 fik bygden vejforbindelse til Sørvágur.
Bondebygden Bøur, der har let adgang til hav og fiskeri, ligger på den nordlige side af Sørvágsfjørður. Efter at monopolhandelen blev nedlagt i 1856, fik Bøur straks en virksomhed, der opkøbte fisk, som blev bearbejdet lokalt.
Fast vejforbindelse til Sørvágur kom først i 1953. Bygdens traditionelle kirke er opført i 1865. Byens første skole blev indviet i 1916, men er nu nedlagt.

## Kirken
Biggjar kirkja er en traditionel trækirke  fra 1865. Den sorttjærede bygning med skifertag er opført på en hvid sokkel. Sydsiden har syv vinduer og i den vestlige ende indgangsdøren. På østsiden er der kun et vindue i korenden. Kirken har blåmalet tøndehvælv med synlige bjælker, mens væggene er beklædt med paneler. 

## Pakkhúsið í Bø
Pakhuset blev bygget i 1861 af Zacharias Heinesen, oprindeligt fra Sandevåg. I kælderen blev der forarbejdet fisk fanget af de de lokale beboere. I stueetagen var der forretning og postkontor. Dette var den første forretning på den vestlige del af Vágar, efter at den kongelige monopolhandel blev afskaffet i 1856. Loftet blev overvejende brugt som lager.
I begyndelsen af dette århundrede, påbegyndte den nuværende ejer en renovering af huset udvendigt. Først blev taget skiftet ud med græstørvtag. Siden blev huset beklædt med træ. Spisestuen er i stueetagen.  Der er plads til 40 gæster, og sammen med loftet er huset velegnet til mindre selskaber. 

## Galleri
- Bíggjar kirkja
- Bíggjar kirkja
- Kirkegården
- Bøur
- Bøur
- Bøur
- Udsigten fra Bøur
- Bøur